# Magdalena Székely
Magdalena Székely (8 febbraio 1956) è un'ex cestista rumena.

## Carriera
Con la Romania ha disputato tre edizioni dei Campionati europei (1978, 1980, 1981).